# Fire OS
亚马逊Fire OS是亚马逊为其Fire Phone和Kindle Fire系列平板电脑，Echo和Echo Dot以及其他内容传送设备（如Fire TV）開發，基于Android的移动操作系统。系統的官方應用商店為亚马逊应用商店。